# منصور آيت منقلات
منصور آيت منقلات أو منصور المنقلاتي أو أبو علي منصور بن علي بن عثمان المنجلاتي البجائي الزواوي هو رجل دين سني مالكي أشعري قادري من جرجرة في الجزائر بشمال أفريقيا.

## الميلاد
منصور بن علي بن عثمان المنجلاتي البجائي هو فقيه مفتي مالكي زواوي جزائري ولد في بجاية خلال سنة 1385م الموافق لعام 787هـ.

## وصف
منصور آيت منقلات أو أبو علي منصور المنقلاتي هو ابن الفقيه سيدي علي المنجلاتي (1344م-1412م).
وتتلمذ على أبيه في مسجد عين البربر، مع زملائه سيدي بوسحاقي، سيدي عبد الرحمان الثعالبي، وسيدي يحيى العيدلي، وعلى علماء بجاية حتى صار مفتي المالكية في بجاية.
وصار أبو علي الزواوي المنجلاتي من فقهاء وعلماء بجاية، ومن ذوي العصبية والقوة فيها، وكان من أصحاب الرأي والتدخل في الأحداث السياسية لمكانته المرموقة.

## تلاميذه
تتلمذ على يدي المفتي سيدي منصور المنجلاتي العديد من الأعيان، ومن بينهم الإمام محمد بن عبد الكريم بن محمد المغيلي التلمساني (1425م-1504م).

## صلح بجاية
قام المفتي «منصور المنجلاتي» خلال عام 843هـ بإبرام صلح في مسجد عين البربر ببجاية ما بين سلطان الدولة الحفصية المسمى أبو عمرو عثمان بن محمد المنصور (821هـ-893هـ) مع عمه والي بجاية آنذاك «أبو الحسن علي بن أبي فارس».
ذكر تقي الدين المقريزي (764هـ-845هـ) هذه الواقعة في الصفحتين 453 و454 ضمن المجلد السابع من كتابه السلوك لمعرفة دول الملوك:

## وفاته
كانت وفاة سيدي منصور المنجلاتي بتونس في سنة 1442م الموافق لعام 846هـ.

## ذكر منصور المنجلاتي في التراث الإسلامي
- قال شمس الدين السخاوي في الصفحة 171 من المجلد العاشر من كتابه الضوء اللامع لأهل القرن التاسع حول منصور المنجلاتي:

- قال أحمد بابا التمبكتي في كتابه نيل الابتهاج بتطريز الديباج حول منصور المنجلاتي:[10]

- قال أبو القاسم الحفناوي في كتابه «تعريف الخلف برجال السلف» حول المفتي منصور المنجلاتي:[12]

- قال «عادل نويهض» في كتابه «معجم أعلام الجزائر» حول الفقيه منصور المنجلاتي:[14]

## مواضيع ذات صلة
- أمازيغ
- زواوة
- منطقة القبائل
- سيدي علي المنجلاتي
- سيدي إبراهيم بوسحاقي
- سيدي عبد الرحمان الثعالبي
- سيدي يحي العيدلي